# Голубев, Владилен Николаевич
Владилен Николаевич Голубев (21 июля 1929, Москва — 1988, там же) — советский футболист, выступавший на позиции защитника. Сыграл 41 матч и забил три гола в высшей лиге СССР. Мастер спорта СССР (1955).

## Биография
Воспитанник футбольной школы «Локомотив» Московско-рязанского отделения железной дороги, первый тренер — Николай Иванович Хореев.
В 1949 году был призван на службу в войска МВД и направлен в «Динамо» из Московской области.
С 1952 года выступал за дубль московского «Динамо», всего за два следующих сезона провёл 23 матча и забил 1 гол в первенстве дублёров. В основном составе бело-голубых дебютировал 19 апреля 1953 года в матче высшей лиги против харьковского «Локомотива». Всего в сезоне 1953 года сыграл 8 матчей за московский клуб в высшей лиге.
В 1954 году перешёл в минский «Спартак», также выступавший в высшей лиге. В его составе сыграл дебютный матч 4 апреля 1954 года против московского «Локомотива», а первый гол забил 11 мая 1954 года с пенальти в ворота ленинградских «Трудовых резервов». В первом сезоне был основным игроком минчан, затем потерял место в основе и редко выходил на поле. Всего сыграл за минский клуб 33 матча и забил три гола.
После окончания игровой карьеры окончил школу тренеров при ГЦОЛИФКе и работал тренером по футболу и хоккею в московском клубе «Метеор». Среди его воспитанников — Валерий Матюнин и Владимир Крутов.